# Aprion
Aprion is een monotypisch geslacht van straalvinnige vissen uit de familie van de snappers (Lutjanidae), orde baarsachtigen (Perciformes).

## Soort
- Aprion virescens Valenciennes, 1830